# Alsuviricetes
Alsuviricetes es una clase de virus ARN monocatenario positivo perteneciente al filo Kitrinoviricota, establecido por el ICTV para la clasificación de los virus que incluye tres órdenes y más de veinte familias virales.

## Taxonomía
Incluye los siguientes órdenes y familias:
- Orden Hepelivirales
  - Familia Alphatetraviridae
  - Familia Benyviridae
  - Familia Hepeviridae
  - Familia Matonaviridae
- Orden Martellivirales
  - Familia Bromoviridae
  - Familia Closteroviridae
  - Familia Endornaviridae
  - Familia Kitaviridae
  - Familia Mayoraviridae
  - Familia Togaviridae
  - Familia Virgaviridae
- Orden Tymovirales
  - Familia Alphaflexiviridae
  - Familia Betaflexiviridae
  - Familia Deltaflexiviridae
  - Familia Gammaflexiviridae
  - Familia Tymoviridae